# ハッピーアプリ
「ハッピーアプリ」は、X21の3枚目のシングル。2014年9月24日にavex traxから発売された。楽曲のセンターポジションは吉本実憂。

## 背景とリリース
前作「恋する夏!」から約3か月ぶりとなる、2014年3枚目のシングル。豪華A5サイズ32Pフォトブック付のCD盤、CD+DVD盤、CD盤、イベント会場限定盤CD、CD+ミュージックカードの計5形態で発売。
「ハッピーアプリ」の選抜メンバーは前作から1人が入れ替わり、松田莉奈が新たに選抜メンバー入り。若山あやのが選抜から外れている。
「Best Friend」はメンバー全員による歌唱で、ミュージックビデオも制作された。

## シングル収録トラック
| #         | タイトル                          | 作詞         | 作曲         | 編曲         | 時間  |
| --------- | --------------------------------- | ------------ | ------------ | ------------ | ----- |
| 1.        | 「ハッピーアプリ」                | Mio Aoyama   | 五戸力       | 清水武仁     | 4:21  |
| 2.        | 「Best Friend」                   | ミライショウ | ミライショウ | ミライショウ | 6:13  |
| 3.        | 「ハッピーアプリ (Instrumental)」 |              |              |              | 4:21  |
| 4.        | 「Best Friend (Instrumental)」    |              |              |              | 6:10  |
| 合計時間: | 合計時間:                         | 合計時間:    | 合計時間:    | 合計時間:    | 21:07 |

| #  | タイトル                                     | 作詞 | 作曲・編曲 |
| -- | -------------------------------------------- | ---- | ---------- |
| 1. | 「ハッピーアプリ (MUSIC VIDEO)」             |      |            |
| 2. | 「Best Friend (MUSIC VIDEO)」                |      |            |
| 3. | 「ハッピーアプリ (MUSIC VIDEOオフショット)」 |      |            |

## 選抜メンバー
| - 泉川実穂 - 松田莉奈 - 吉本実憂 - 籠谷さくら | - 田中珠里 - 長尾真実 - 井頭愛海 - 白鳥羽純 | - 上水口萌乃香 - 山木コハル - 末永真唯 - 小澤奈々花 |